# القوات البرية الفرنسية
القوات البرية الفرنسية (بالفرنسية: Armée de Terre)‏ هي القوات البرية التابعة للقوات المسلحة الفرنسية. ويقدر تعداها بزهاء 142 ألف ناشط بدوام كامل وهو من أعرق الجيوش الموجودة حاليا ويعود تاريخه إلى حقبة العصور الوسطى. يحتل المرتبة الثامنة ضمن أقوى جيوش العالم.

## معرض صور

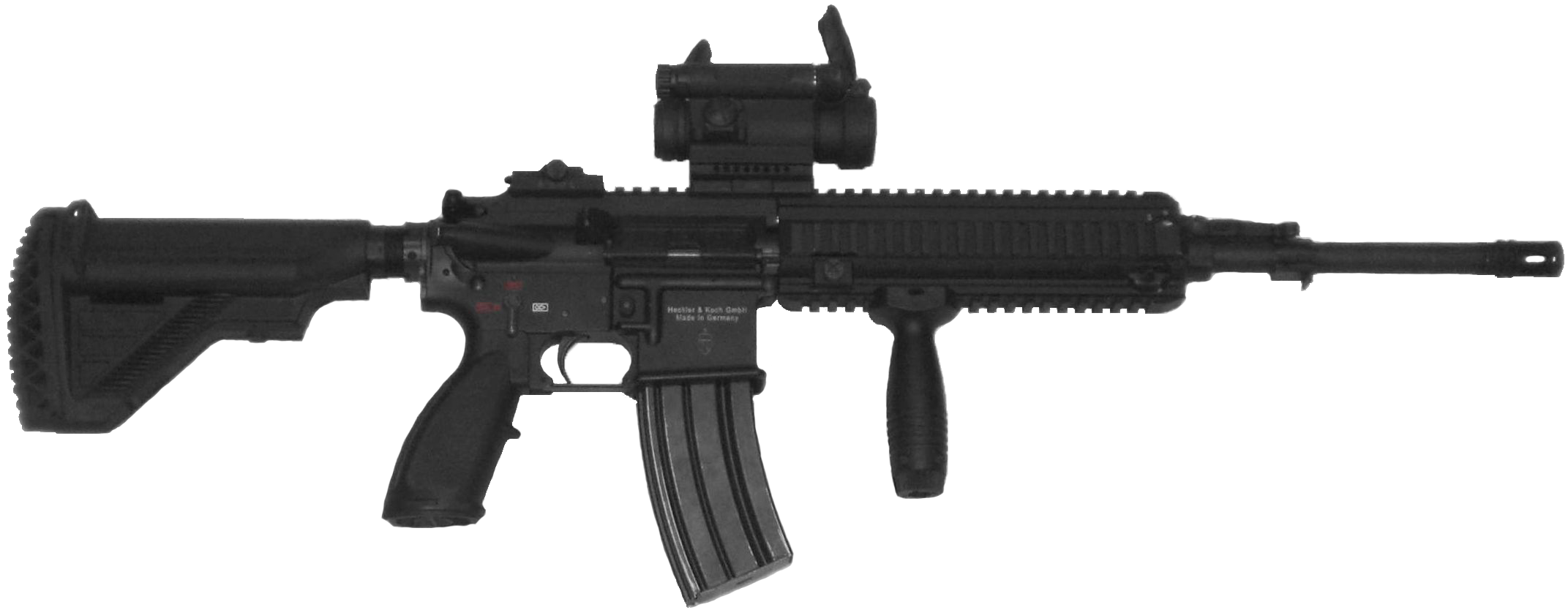
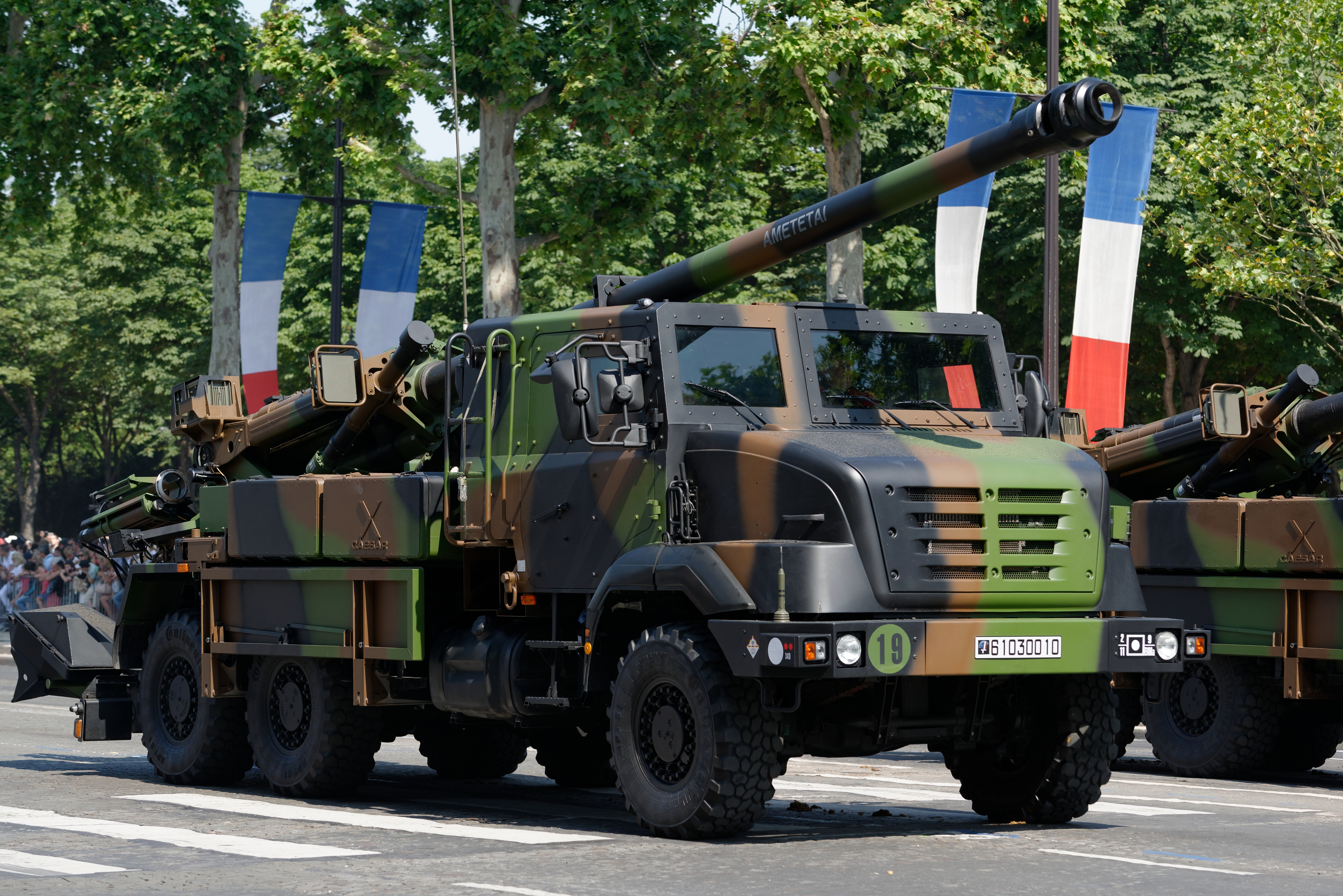
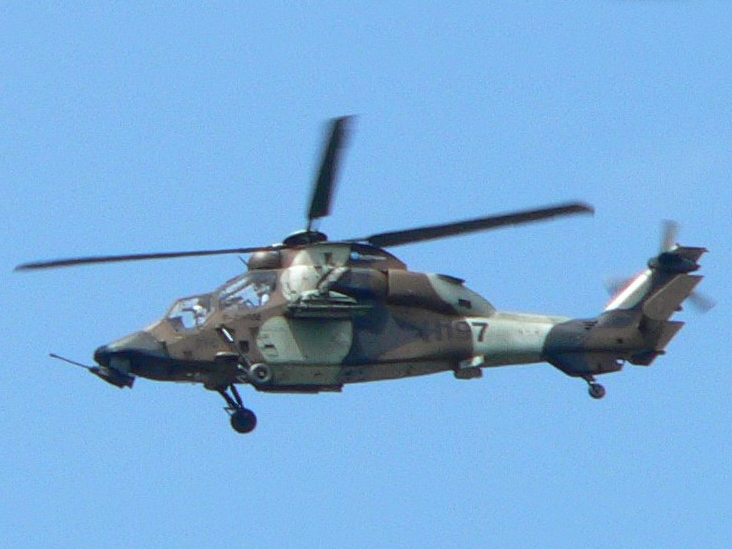
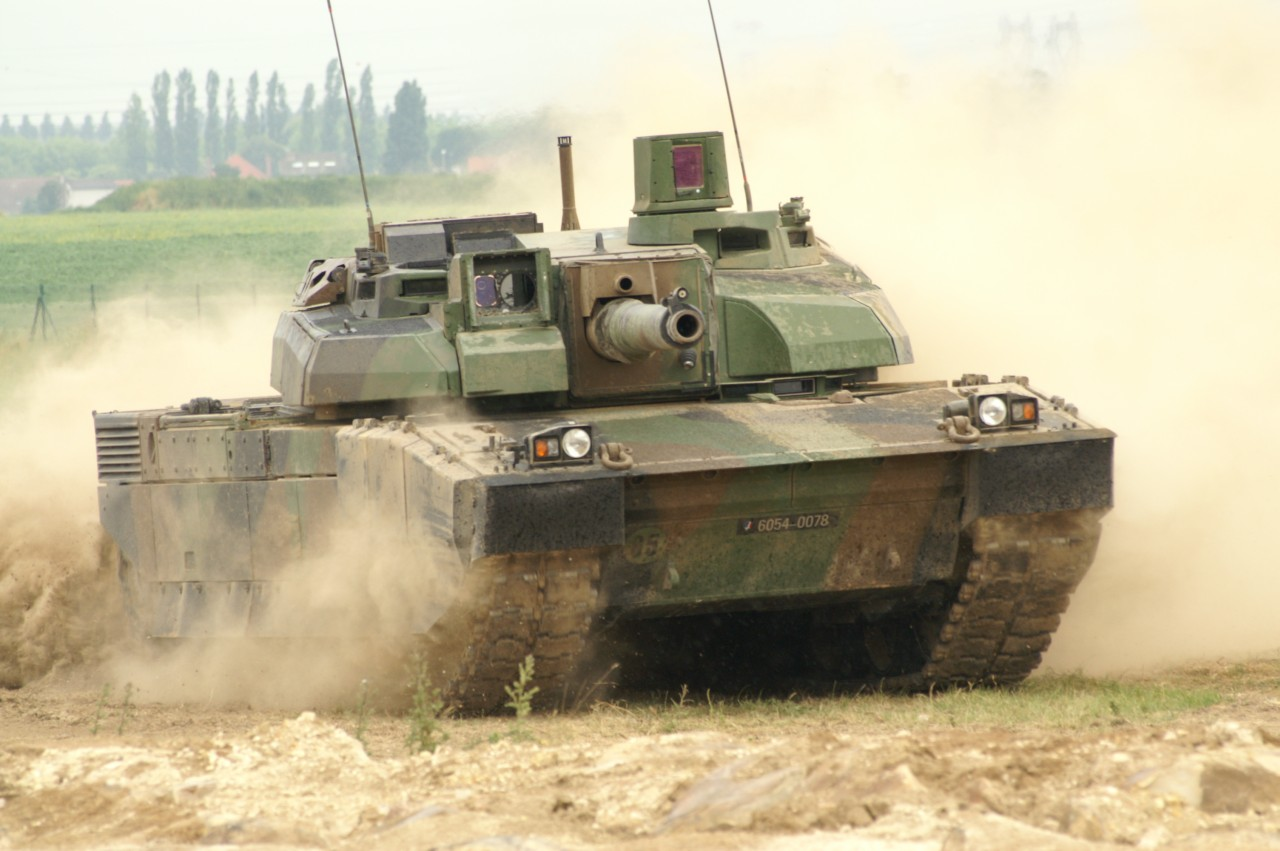